# Carta Certa
O Carta Certa é um antigo processador de textos da Convergente Sistemas, em suas versões para MS-DOS, usado no final dos anos 80, e, posteriormente, da DTS Software. O software chegou a ter 40% do mercado brasileiro de editores de texto. O programa chegou a ter versões para o Microsoft Windows, mas, com a predominância do Microsoft Word, do pacote de aplicativos Microsoft Office, ele foi retirado do mercado em meados dos anos 90.